# Ion Baciu (luptător)
Ion Baciu (n. 12 mai 1944, Tunari, România) este un luptător român, laureat cu argint la Jocurile Olimpice din 1968. La Campionatele Mondiale de Lupte din 1967 de la București a câștigat medalia de aur.